# Proteste in Moldavia del 2015-2016
Nella primavera del 2015, la Moldavia ha affrontato proteste su larga scala tra un peggioramento della situazione economica e scandali di corruzione. Le proteste sono scoppiate a settembre, quando più di 100 000 persone hanno dimostrato nella protesta più grande dall'Indipendenza della Moldavia dall'Unione Sovietica nell'agosto 1991.
Le proteste furono organizzate dalla Piattaforma della Dignità e della Verità (in romeno Demnitate și Adevăr), fondato nel febbraio 2015 in risposta alla sparizione di un miliardo di dollari dalle banche moldave nel 2014. Dignità e Verità è guidato da avvocati, giornalisti e altre figure note in Moldavia.

## Antefatti
In Moldavia, uno dei paesi più poveri d'Europa, quasi il 17% della popolazione vive sotto la soglia di povertà. Inoltre, con un'entrata media di circa 129 dollari al mese, la Moldavia ha il più basso standard di vita.
Nel 2014, sparì un miliardo di dollari da tre banche leader della Moldavia. Dopo due giorni prestiti del valore di un miliardo di dollari furono trasferiti in compagnie con sede in Regno Unito e a Hong Kong  i cui proprietari sono sconosciuti. Le banche erano amministrate dalla Banca Nazionale della Moldavia, quindi questa perdita fu coperta dalle riserve statali. Questo salvò i depositari ma creò un buco nelle finanze pubbliche moldave equivalente a un ottavo del PIL nazionale. I manifestanti lamentavano che ciò aveva danneggiato i loro standard di vita.
La questione ha sollevato il problema della corruzione in Moldavia, e nonostante il governo avesse promesso un'indagine, i leader della protesta hanno promosso una campagna di disobbedienza civile, uno sciopero generale e il rifiuto di pagare le bollette per forzare le dimissioni del governo. Allo stesso modo, in risposta alla sparizione di un miliardo di dollari fu fondato il movimento popolare Dignità e Verità nel febbraio 2015.  Questa organizzazione è guidata da avvocati, giornalisti e altre figure note in Moldavia.
L'unificazione con la Romania è considerata da parte dei moldavi come una soluzione alla crisi politica, economica e sociale moldava, ma anche nel contesto delle tensioni della vicina Ucraina. I sondaggi a maggio 2015 mostravano che tra il 10% e il 20% dei moldavi appoggiava l'unificazione.

### Nome
Le proteste sono chiamate dalla stampa internazionale come Moldo Maidan (a causa delle circostanze simili all'Euromaidan ucraino) e Movimento Anti-Oligarchico. In Moldavia, i media hanno catalogato gli eventi come una Rivoluzione Rossa, a causa del coinvolgimento dei partiti comunisti e socialisti nella protesta.

### Profilo dei manifestanti
I manifestanti hanno formato due campi distinti: i filo-europeisti e coloro che supportavano i partiti filorussi. Ma nonostante fossero separati da aspirazioni e ideologie, entrambe le parti avevano scopi simili: le dimissioni del governo, l'arresto degli oligarchi mafiosi e le elezioni anticipate.
Per i filorussi, i casi di corruzione avevano provocato una crisi di fiducia nel progetto europeo. La Moldavia ha firmato un accordo di associazione con l'Unione Europea nel 2013, impegnandosi ad attuare riforme, recupero economico, settore di cooperazione e giustizia, ma il sentimento anti europeo sta crescendo. Ad aprile 2015 i sondaggi mostravano che il 32% dei moldavi era favorevole all'ingresso nella UE, un calo del 46% comparato al 78% nel 2007.

## Cronologia

### Le proteste degli allevatori
La Federazione Nazionale degli Allevatori di Moldavia, l'Associazione Repubblicana UniAgroProtect, la Federazione Nazionale degli Allevatori AGROinform e l'Associazione Moldova-Fruct organizzarono il 27 marzo e il 15 aprile un'azione di protesta da parte degli allevatori di tutto il paese. Secondo gli organizzatori, la protesta mobilitò più di 5 000 allevatori. Bloccarono le strade nazionali con macchine agricole.
Gli allevatori si opposero all'aumento dell'IVA dal 8% al 20% e chiesero un rapido accesso a una linea di credito di circa 100 milioni di euro offerti dalla Polonia con un tasso di interesse agevolato. Gli allevatori dicono che, a causa della svalutazione del leu, risultante dalla de facto nazionalizzazione delle banche al cuore della crisi economica, non possono servire prestiti in sospeso. Ebbero diversi incontri con il Primo Ministro, il Ministro dell'Agricoltura e il Ministro delle Finanze, ma non furono soddisfatti del risultato. Le richieste degli allevatori includevano il rifornimento dei sussidi nel 2015 a 1,2 miliardi di lei, il rilascio del processo di prestito nell'agricoltura e il calo del tasso di interesse dei prestiti.

### Dimostrazione del 5 aprile

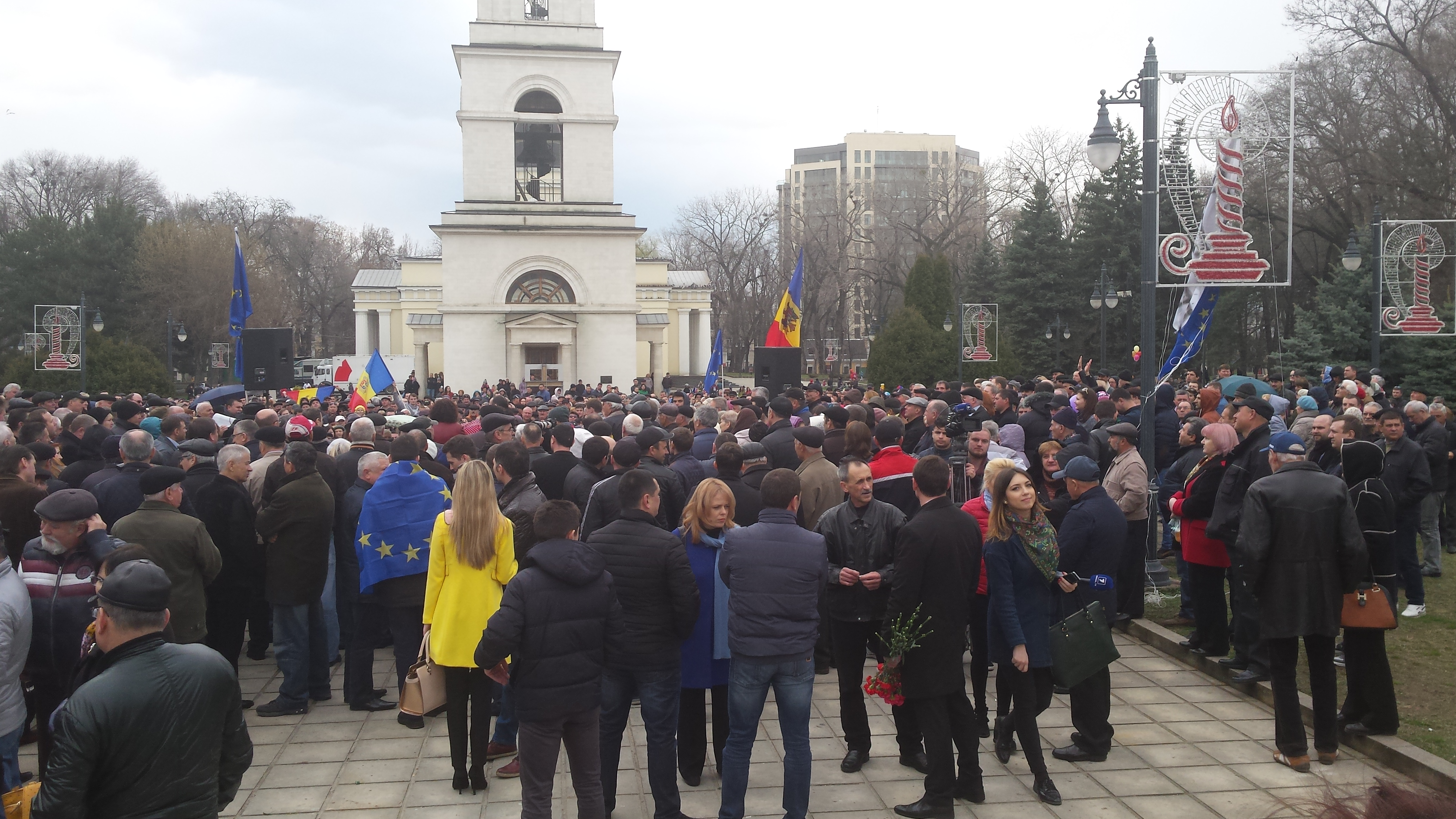
Protesta del movimento DA a Chișinău il 5 aprile.

Dieci milioni di persone nel paese si riunirono nel centro di Chișinău, guidati dal movimento Dignità e Verità, in un'azione di protesta contro il collasso del sistema bancario e finanziario, ma anche contro la corruzione giudiziaria. I manifestanti proclamavano slogan contro il governo guidato da Chiril Gaburici e chiedevano l'unificazione della Romania e della Moldavia. Gaburici si dimise il 22 giugno dopo un'indagine sulla correlata frode nelle sue qualifiche educative e fu sostituito definitivamente da Valeriu Streleț il 30 luglio.
Dimostrazione del 3 maggio
Il 3 maggio, più di 50 000 persone protestarono contro il Governo della Moldavia, dicendo che aveva fallito nell'implementare le riforme per portare il paese più vicino all'Unione Europea. I manifestanti chiesero anche al governo di investigare sulla sparizione di un miliardo di dollari (quasi un ottavo del PIL del paese) per il salvataggio della banca di Stato e delle banche private Unibank, Banca de Economii e Banca Socială, a novembre 2014 prima delle elezioni parlamentari. La banca centrale commissionò l'agenzia di consulenza di rischio Kroll per condurre un'indagine preliminare sulle attività delle tre banche colpite. I loro report erano confidenziali ma il 4 maggio il parlamentare Andrian Candu pubblicò ciò che disse di essere il report di Kroll sul suo sito web. "Qui appare che ci sia stato un piano deliberato per raggiungere il controllo di ognuna delle banche e successivamente manipolare le transazioni per aver accesso al credito, dando l'apparenza del contrario", diceva il report. Le attività di protesta furono mobilitate dal nuovo movimento popolare "Dignità e Verità" (presumibilmente finanziato da Viorel e Victor Topa, due uomini d'affari esiliati) al quale appartenevano i leader della società civile in Moldavia.

### Espulsione di George Simion
Ci fu una protesta il 14 maggio, a Bucarest, di fronte l'Ambasciata della Repubblica di Moldavia, richiedente "un'urgente revoca di misure abusive" prese dalle autorità di Chișinău contro il cittadino romeno George Simion. Le misure furono viste come un pretesto per intimidire la protesta annunciata il 16 maggio. Simion era venuto in Moldavia per aiutare a organizzare e prendere parte alla marcia. Fu espulso per 5 anni il 14 maggio sulla base che le sue attività potessero mettere in pericolo la sicurezza nazionale. Nonostante ciò, più di 25 000 persone si riunirono nella piazza della Grande Assemblea Nazionale nella più grande manifestazione filoromena a Chișinău negli ultimi anni. La maggior parte dei manifestanti erano giovani e intellettuali. Chiesero l'unificazione della Romania e della Moldavia e mostrarono cartelli con messaggi unionisti e anti russi. I manifestanti furono uniti, tra gli altri, dal sindaco di Chișinău Dorin Chirtoacă. I manifestanti si fermarono diverse volte di fronte alle ambasciate di Romania, Germania, Stati Uniti e Russia. I partecipanti alla marcia unionista votarono per la formazione del Blocco di Unità Nazionale (in romeno Blocul Unității Naționale), assieme a 22 ONG, includendo: Movimento Civico Giovani di Moldavia, Movimento unionista Azione 2012, Associazione Light degli insegnanti della Transnistria, Fondazione Regina Elena, Fondazione Carità dei Bambini Sidereal Moment, Associazione degli ex deportati in URSS, Associazione Tiras-Bender, ecc. La marcia finì con un canto di un Patto di Unione, Patto per l'Europa.
Un bus con 50 membri dell'organizzazione Giovani Moldavi e altri che volevano partecipare alla protesta fu bloccato dalla polizia a Cahul. Nel frattempo, circa 40 liceali di Florești furono avvertiti al telefono, tramite i genitori, dalla polizia che se avessero partecipato alle dimostrazioni il 16 maggio, avrebbero sofferto come durante le proteste del 7 aprile 2009.
Il Primo Ministro romeno Victor Ponta visitò Chișinău in occasione del Giorno dell'Indipendenza della Moldavia, ringraziato da circa 200 giovani con le maschere di George Simion. "Vogliamo vedere giustizia fatta nel caso di George Simion, vogliamo una giustizia funzionale e crediamo che la vera sovranità, indipendenza e libertà possa essere raggiunta solo attraverso l'unione", ha dichiarato Anatol Ursu, uno degli organizzatori del flash mob.
Dopo la pressione della società civile e del Ministro degli Esteri romeno Bogdan Aurescu, la Corte d'Appello di Chișinău decise, il 18 settembre, di sciogliere il divieto imposto su George Simion.
Il 22 settembre, i governi romeni e moldavi si riunirono in una sessione congiunta, a Neptun, in Romania. Allo stesso tempo, più di 300 persone si riunirono fuori dal palazzo dove si teneva l'incontro, chiedendo l'unificazione della Moldavia con la Romania. Prima che incominciasse l'incontro, i manifestanti provarono a forzare il cordone dei gendarmi per avvicinarsi al palazzo, e alcuni di loro si spintonarono con le forze dell'ordine. I capi dei due governi accettarono di parlare con gli unionisti.

### Marcia di Stefano il Grande

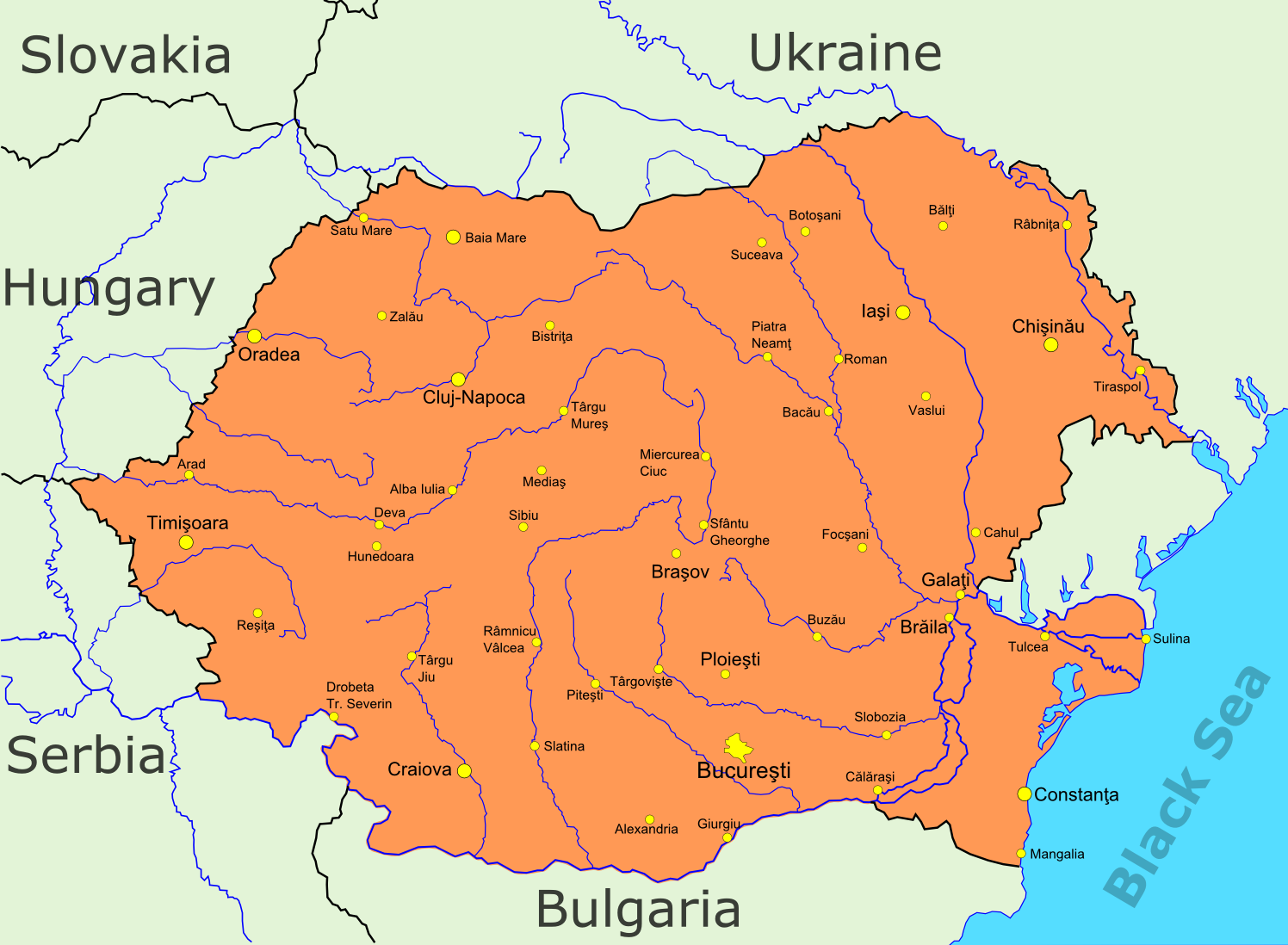
La Romania Unificata, includendo la Transnistria, come previsto dagli unionisti.

Il 5 luglio 2015, più di 30 000 persone, secondo gli organizzatori, si riunirono nella Piazza della Grande Assemblea Nazionale a Chișinău, di fronte alla sede del governo e al Monumento delle Vittime dell'occupazione sovietica, per chiedere l'unificazione della Romania e della Moldavia. I manifestanti decantavano slogan unionisti e votarono simbolicamente per l'unione. Organizzato dal movimento unionista "Azione 2012" e Giovani di Moldavia, la manifestazione fu dichiarata come la più grande nella storia recente della Moldavia e la quarta grande unione nazionale dopo quelle del 27 agosto 1989 (reclamante la reintroduzione dell'alfabeto latino), del 16 dicembre 1990 (in supporto della modifica del nome dello stato in Repubblica di Moldavia) e del 27 agosto 1991 (celebrazione della proclamazione dell'indipendenza dall'URSS). Tra i partecipanti erano presenti i membri del Parlamento Romeno e moldavi della Diaspora.
Migliaia di giovani tra i partecipanti al Grande Raduno Nazionale marciarono in prima fila a Bucarest nella Marcia di Stefano il Grande (in romeno Stefan Cel Mare) reclamando l'unificazione della Moldavia con la Romania. La marcia durò una settimana, dal 5 all'11 luglio. Nella Repubblica di Moldavia, la marcia seguì il tragitto Strășeni–Lozova–Călărași–Cornești–Ungheni. I partecipanti attraversarono il fiume Prut, l'11 luglio, alle 10 di mattina, in una rievocazione in larga scala dei Ponti dei Fiori del 1990. La loro marcia finì a Bucarest, dove furono accolti da centinaia di cittadini romeni nella Piazza dell'Università, prima di arrivare a Palazzo Cotroceni per invitare il presidente romeno Klaus Iohannis a supportare il progetto di unificazione. L'ex presidente moldavo Vladimir Voronin ha fortemente condannato la marcia in Romania. In una lettera al Presidente del Parlamento europeo Martin Schulz, rilasciata il 7 luglio, Voronin ha accusato Bucarest di fomentare "la distruzione e l'annessione della Moldavia".

### Proteste in autunno

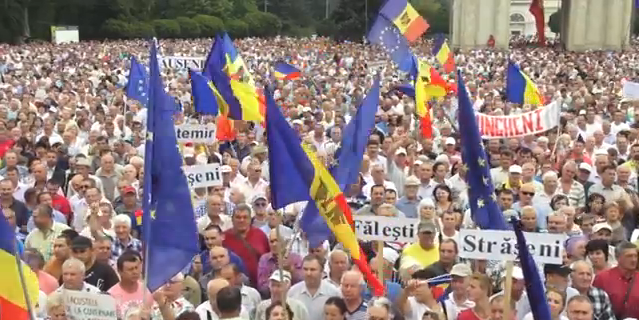
Dieci milioni di manifestanti nel centro di Chișinău il 6 settembre.

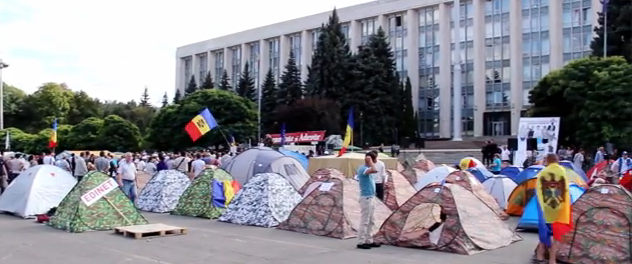
Tende montate nella città di "Dignità e Libertà", il nome che i manifestanti hanno dato al loro accampamento di fronte all'ufficio del Primo Ministro.

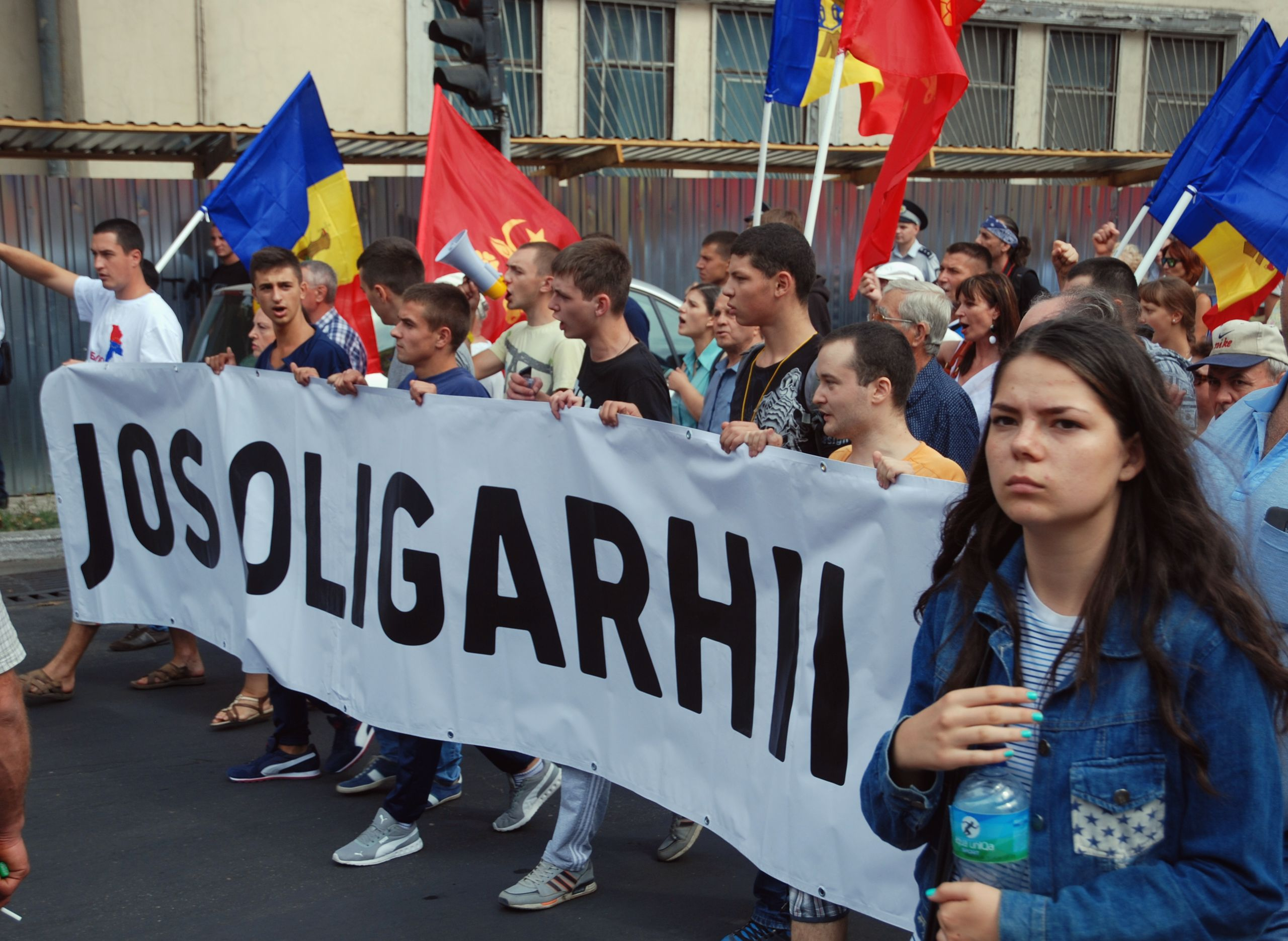
Manifestanti in marcia con cartelli contro gli oligarchi in Via Alexander Pushkin.

Diecimila persone manifestarono a Chișinău insieme con il movimento Giustizia e Verità. Secondo la polizia, tra le 35 000 e le 40 000 persone parteciparono alla protesta, mentre gli organizzatori stimarono 100 000 partecipanti. La protesta fu la più grande dal movimento per l'Indipendenza della Moldavia agli inizi degli anni 90, persino più grande delle proteste di massa anti comuniste dell'aprile 2009. I partecipanti adottarono una risoluzione chiedendo elezioni anticipate, le dimissioni del Presidente Nicolae Timofti e di tutte le istituzioni al comando della legge, inclusa la carica del Procuratore Generale e del Centro Nazionale Anti Corruzione.

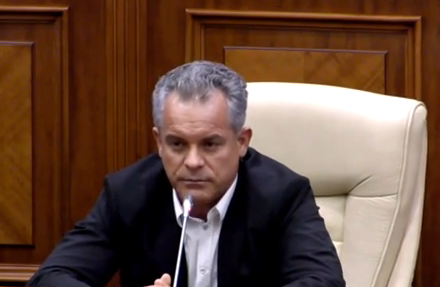
Preso di mira dalle proteste, Vladimir Plahotniuc, politico e influente uomo d'affari, è fuggito dal paese dopo le proteste del 6 settembre.

Vi furono scontri con la polizia presso la sede del procuratore generale, che gli attivisti provarono a occupare con degli accampamenti di tende. I leader dell'opposizione avevano accusato il procuratore generale di essere uno strumento di persecuzione politica. I simpatizzanti del partito di estrema sinistra Blocco Rosso provarono a rompere il cordone della polizia e a entrare con forza nell'ufficio del procuratore. La polizia detenne 7 attivisti, tra cui il leader del movimento Antifa, Grigory Petrenko. Una squadra di una TV locale in Moldavia fu accostata ai manifestanti. Allo stesso modo, sei poliziotti rimasero feriti e una donna fu portata in ospedale. Secondo il ministro dell'Interno Oleg Balan, "il loro scopo era quello di devastare l'ufficio del procuratore". La polizia rimosse le tende di fronte all'ufficio del Procuratore. Tuttavia, più di 90 tende furono montate dai manifestanti nella Piazza della Grande Assemblea Nazionale, giurando di continuare la loro protesta fin quando le richieste non fossero accolte.
Tre giornalisti russi della TV filo Cremlino LifeNews furono detenuti all'Aeroporto Internazionale di Chisinau. Fu proibito loro di entrare nella Repubblica di Moldavia. La troupe cinematografica intendeva pubblicare le proteste. Gli ufficiali russi reagirono all'arresto dei tre giornalisti. "Le azioni della nuova leadership a Chișinău dimostrano la loro riluttanza nell'avere relazioni costruttive con la Russia", ha dichiarato Marija Zacharova, la rappresentante ufficiale del Ministero degli Esteri Russo. Nello stesso contesto, Zakharova menziona che le azioni delle autorità contro i giornalisti russi "violano la libertà di parola e di accesso all'informazione".
Il Primo Ministro Valeriu Streleț invitò gli organizzatori della protesta a un colloquio, presso la sede del Ministero dell'Agricoltura, ma loro annunciarono che non avrebbero partecipato. Un gruppo di partecipanti del movimento avevano precedentemente partecipato a un incontro con Streleț, presso gli uffici del Governo, dove gli chiesero di firmare la lista delle lamentele, che fu presentata in piazza. Tra le proteste contro il regime oligarca, Vladimir Plahotniuc lasciò la Moldavia il giorno stesso alla volta di Ginevra.
In concomitanza con l'incontro, la compagnia telefonica Unité, appartenente alla statale Moldtelecom, annunciò le intenzioni di organizzare un'area concerti aperta e gratuita, immediatamente criticata come un pretesto per lenire le proteste. Sotto la pressione dei commenti sui social network, molti artisti, a partire da Ștefan Bănică, declinarono la partecipazione, che poteva essere interpretata come un gesto politico.
Dopo una settimana, vi fu un'altra protesta maggiore a Chișinău, attraendo 20 000 persone da tutta la Moldavia. Vi furono scontri tra i simpatizzanti di Dignità e Giustizia e un gruppo di manifestanti che invocavano l'unificazione tra Moldavia e Romania subito dopo l'inizio del corteo. Il centro della città fu circondato e le forze dell'ordine furono inviate in strada. Fu adottata una risoluzione alla fine della dimostrazione, nella quale i manifestanti chiedevano un colpo di stato e la formazione di un movimento politico e di un governo denominato di verità popolare.
Il 29 novembre, vi fu un'altra protesta organizzata dal movimento DA nella Piazza della Grande Assemblea Nazionale. I dimostranti e i simpatizzanti del movimento hanno espresso insoddisfazione con la situazione politica ed economica nel paese e chiesto elezioni anticipate. Per mantenere la sicurezza, centinaia di poliziotti formarono due cordoni di fronte al Governo. Durante la protesta, i rappresentanti di DA dissero di voler creare un partito politico. Vi furono proteste anche a Bălți, Orhei, Cahul, Hîncești, Ungheni e Soroca.

### Crisi politica

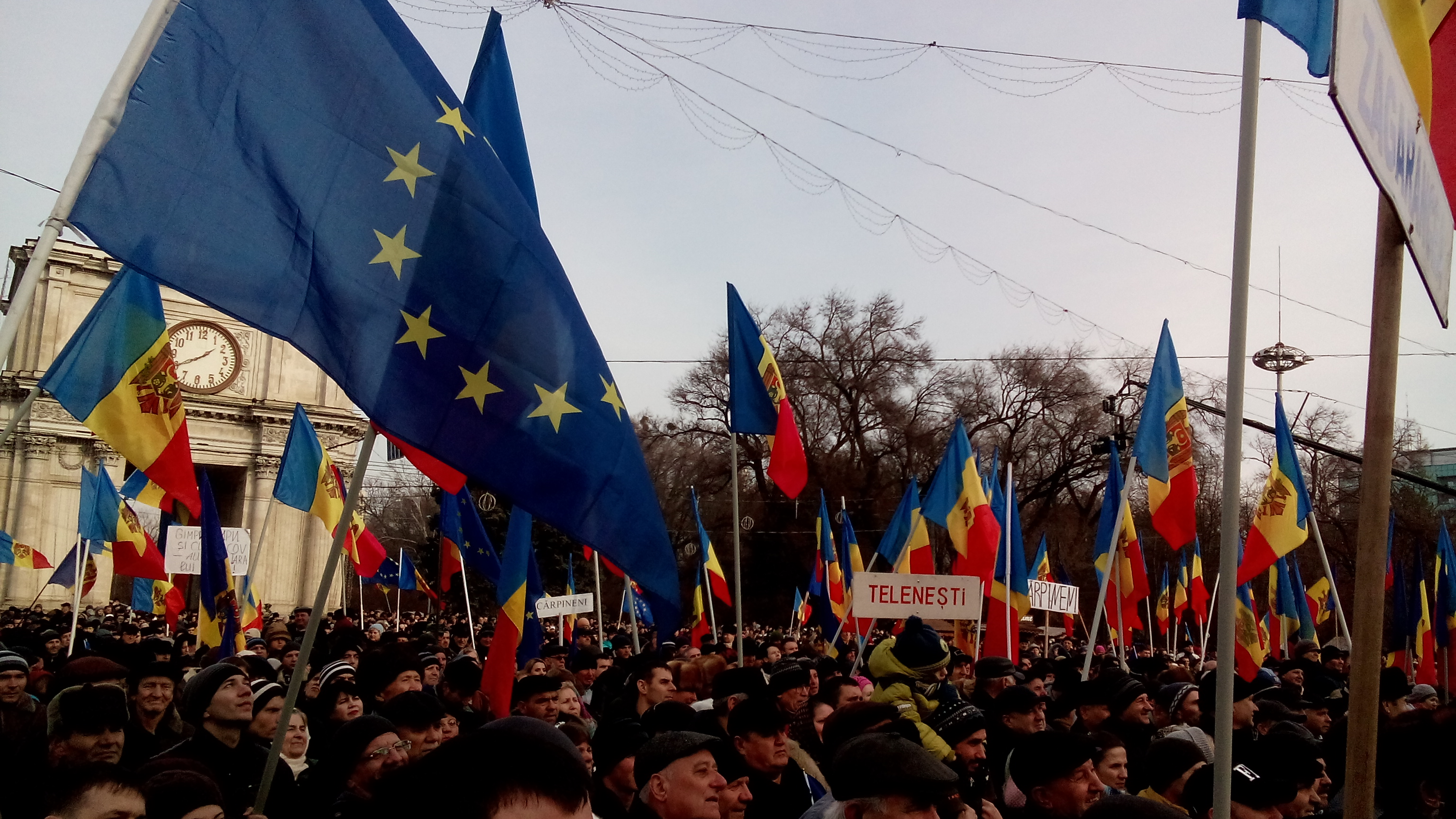
Proteste all'alba della crisi politica del 2016.

Il 13 gennaio 2016, 56 deputati della coalizione parlamentare formata attorno al PD proposero il controverso uomo d'affari Vlad Plahotniuc per la carica di primo ministro. La proposta fu immediatamente rifiutata dal Presidente Nicolae Timofti, invocando ragioni di integrità. Timofti chiese ai rappresentanti della coalizione di proporre un altro nome entro il 14 gennaio alle ore 12. La sera del 13 gennaio, la coalizione annunciò che avrebbe proposto di nuovo Plahotniuc, intensificando così il conflitto costituzionale. Il giorno stesso, vi furono due cortei a Chișinău, uno che supportava Vlad Plahotniuc per la carica di primo ministro e l'altro che si opponeva alla nomina. Il giorno dopo, le proteste continuarono, con diecimila persone a dimostrare nel centro di Chișinău contro Plahotniuc. La notte, Timofti nominò il Segretario Generale per la Presidenza, Ion Păduraru, candidato per questa carica, sconfiggendo la proposta del PD. Tuttavia, Ion Păduraru annunciò il suo ritiro dalla corsa in meno di 24 ore dopo l'annuncio della sua nomina. Giustificò il suo gesto con il fatto che la maggioranza parlamentare aveva già nominato un'altra proposta di premier, e il Presidente Timofti l'avrebbe considerata come una soluzione di compromesso. Il 16 gennaio, la coalizione parlamentare radunata attorno al Partito Democratico di Vlad Plahotniuc annunciò di non essere d'accordo con la proposta del Presidente Timofti e propose un altro nome per il premier, invece di Plahotniuc – Pavel Filip. Dopo quel giorno, fino a 20 000 persone si unirono a tre diverse parate che erano state organizzate sia dal Partito Socialista Moldavo di sinistra sia dal movimento DA di centro destra. I manifestanti chiesero le dimissioni del Presidente e del procuratore capo, chiedendo elezioni anticipate e adozioni di misure contro la corruzione. Si opposero anche alla nomina di Pavel Filip per la carica di Primo Ministro.
Il 20 gennaio, la maggioranza di 57 parlamentari votarono a favore del secondo mandato di Pavel Filip. Durante l'incontro parlamentare, il palazzo del Parlamento fu circondato da circa 1 000 manifestanti che chiedevano l'interruzione del voto. Ruppero una porta laterale del Parlamento ed entrarono nel palazzo, forzando il cordone dei gendarmi. Molti gendarmi non offrirono resistenza, essendo trascinati dalla folla e rinunciando a scudi e manganelli. Dopo diverse ore, la polizia intervenne di forza, rimuovendo i manifestanti dal Parlamento e circondando il palazzo. Quindici persone, sei manifestanti e nove gendarmi, riportarono contusioni dopo gli scontri presso il Parlamento. Uno di loro era il Presidente del Partito Liberale, Mihai Ghimpu, il quale ebbe un infarto, essendo stato colpito dai manifestanti mentre lasciava il Parlamento.

### Nuove proteste
Migliaia di persone richiedenti la riunificazione della Moldavia con la Romania scesero per le strade di Chișinău il 27 marzo nella cosiddetta "marcia della riunione". Gli organizzatori del corteo dissero che vi furono quasi 50 000 partecipanti mentre la polizia stima tra i 5 000 e i 6 000 Lo scopo del corteo era quello di evidenziare il 98º anniversario da quando la Bessarabia fu unita al Regno di Romania il 27 marzo 1918. Fu innescato un allarme bomba presso il Palazzo Nazionale Nicolae Sulac, durante la formazione del movimento Sfatul Țării 2, che riunisce le organizzazioni unioniste in Moldavia che lottano per l'unificazione con la Romania. Genieri e vigili del fuoco furono inviati sotto i riflettori, ma scoprirono che l'allarme era falso. I rappresentanti del movimento Voievod tennero una contro-manifestazione. Furono circondati dalle forze dell'ordine per evitare la degenerazione della situazione.

#### 2017
L'11 giugno 2017 vi fu una nuova protesta a Chișinău: circa 4 000 cittadini presero parte alla protesta contro l'adozione di un nuovo sistema di voto, promosso dal Partito Democratico della Moldavia, visto dalla Commissione di Venezia e dagli esperti di diritto europeo inappropriato per la Moldavia. Il 17 settembre 2017 vi fu una nuova protesta: i manifestanti si erano opposti nuovamente al nuovo sistema di voto.

## Conseguenze

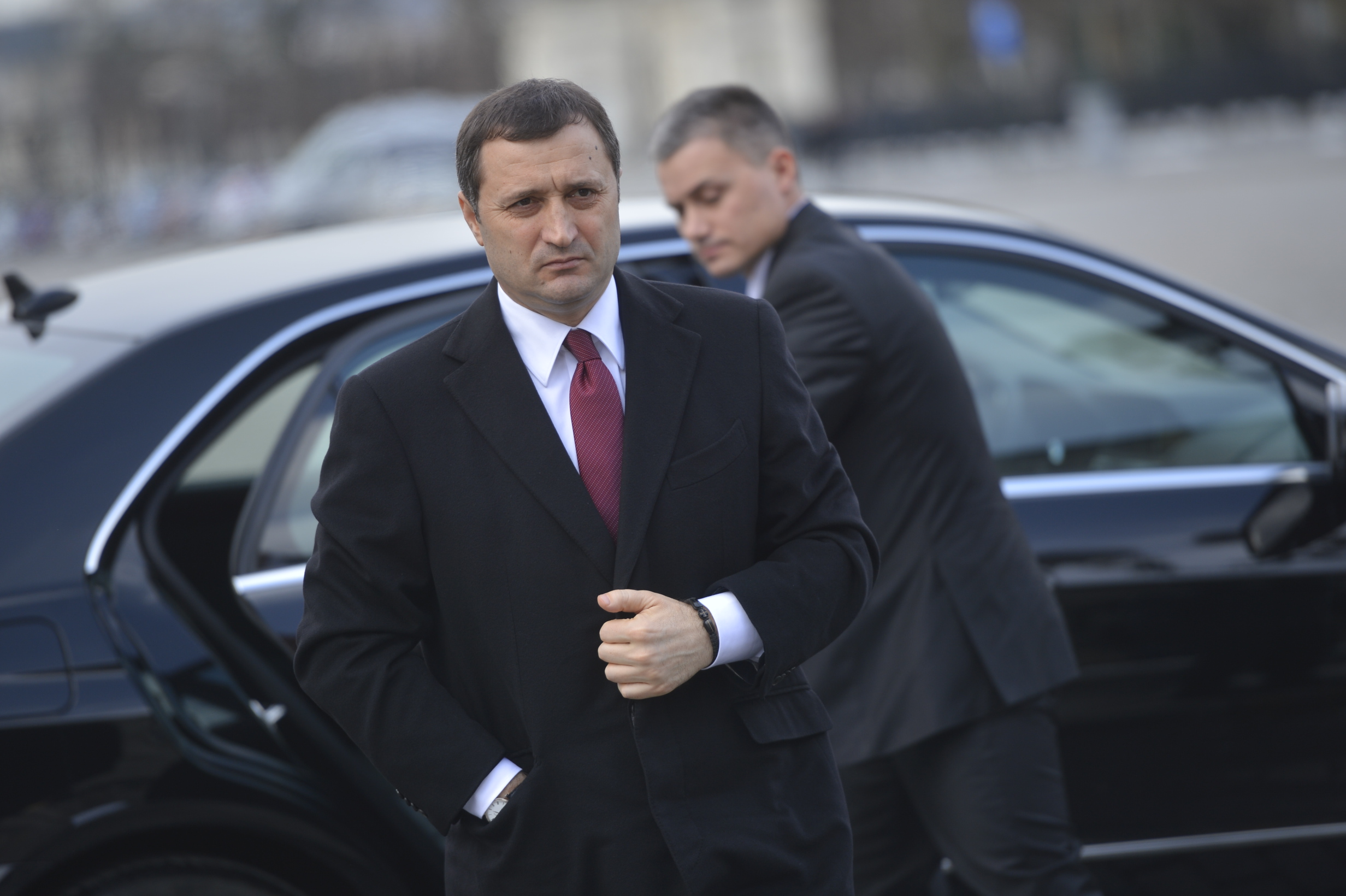
L'ex Primo Ministro e leader del PLDM, Vlad Filat, è stato arrestato il 15 ottobre per il coinvolgimento nella frode bancaria di 1 miliardo di dollari.

L'ex primo ministro Vlad Filat, leader del Partito Liberal Democratico della Moldavia, fu arrestato in parlamento il 15 ottobre per il furto di un miliardo di dollari dal sistema bancario. Poliziotti mascherati entrarono nel parlamento moldavo per arrestare Filat, mentre i manifestanti anti-governativi avevano bloccato le uscite del palazzo per gran parte della giornata per prevenire la sua uscita. In seguito, i legislatori votarono per la rimozione dell'immunità parlamentare di Filat. Vlad Filat fu accusato di corruzione passiva, corruzione e traffico illecito di influenze. Avrebbe preteso una tangente di 250 milioni di euro da Ilan Shor per determinare decisioni legislative per sminuire la posizione dello stato moldavo nel salvataggio delle banche. Ilan Shor, sindaco di Orhei, fu anche accusato nel caso di corruzione "Rapina del secolo", la frode da un miliardo di dollari così nominata dai media.
Il 16 ottobre, la Banca Nazionale della Moldavia ha rilasciato le licenze delle attività finanziarie per il salvataggio delle banche Social Bank e Unibank. Così è incominciato il processo per la loro liquidazione.
Il 29 ottobre, tre mesi dopo la sua formazione, il governo Streleț fu dimesso tramite una mozione di sfiducia, votata da 65 parlamentari. Le dimissioni del governo furono attuate attraverso i voti dei deputati dei partiti Socialista, Comunista e Democratico. Il motivo dichiarato fu "sospetto di corruzione del Primo Ministro Valeriu Streleț". Subito dopo il voto, il Ministro degli Esteri romeno reagì, dicendo che la stabilità del governo dovrebbe prevalere e il mandato filo-europeo dato dai risultati delle elezioni del novembre 2014 debba essere eseguito.

## Reazioni

### Domestiche
Igor Dodon, leader del principale partito di opposizione del paese, l'influente filorusso Partito Socialista, ha denunciato il silenzio del governo nei confronti di ciò che lui descrive "gli ufficiali e i rappresentanti dell'estrema destra, gruppi nazionalisti e neo-nazisti della Romania che hanno partecipato alla riunione del 5 luglio.
Dopo un primo incontro con i leader dei manifestanti, il primo ministro Valeriu Streleț dichiarò che il suo governo si sarebbe dimesso solo in caso di un voto di sfiducia nel Parlamento. In un messaggio pubblicato sulla pagina del Presidente, Nicolae Timofti ha catalogato la dimostrazione del 6 settembre un esercizio democratico. Riguardo alle sue dimissioni, Timofti disse che non si sarebbe dimesso perché "una decisione del genere porterebbe instabilità alla Repubblica di Moldavia".
Secondo Dorin Chirtoacă, il sindaco di Chișinău, deve esistere la pressione della società, ma gli organizzatori delle proteste dovrebbero valutare correttamente le loro forze e le loro azioni. Ha anche dichiarato che eventuali elezioni anticipate avrebbero ulteriormente destabilizzato la Moldavia. Una posizione simile fu adottata dal parlamentare Andrian Candu, dicendo che una mossa del genere lascerebbe il paese in ballo alla crisi economica. Durante le proteste di settembre, Dorin Chirtoacă aveva chiesto di rimuovere le tende dal viale centrale e si lamentò del fatto che non solo la protesta era illegale, ma che era stata fomentata da Mosca. Ha dichiarato che Renato Usatîi e Igor Dodon sono marionette di Vladimir Putin.

### Internazionali

#### Reazioni ufficiali

##### Organizzazioni sovranazionali
- In risposta allo scandalo di frode bancaria di un miliardo di dollari, l'Unione europea, il FMI e la Banca Mondiale hanno congelato la loro assistenza finanziaria alla Moldavia.[8]
- L'Alto Commissario delle Nazioni Unite per i Diritti Umani, Zeid Ra'ad Al-Hussein, ha chiesto alle autorità in Moldavia di indirizzare la domanda dei manifestanti,[115] avvertendo che un eventuale fallimento "potrebbe portare alla più grande polarizzazione della società".[116]

##### Stati
- Il Primo Ministro romeno Victor Ponta ha espresso il suo pensiero sulla situazione in Moldavia, affermando di essere "peggiore dello scorso anno", ma dice che supporta la controparte a Chișinău e il corso europeo della Moldavia.[117] Ponta è un sostenitore vocale della riunificazione della Romania. Nel settembre 2014, ha tenuto un discorso presso Alba Iulia, dichiarando che "il mio compito è quello di creare una seconda Grande Unione della Romania".[118] Durante un incontro tra i Presidenti di Romania e Moldavia a Suceava,[119] Klaus Iohannis ha dichiarato che "la gente da entrambi i lati del Prut" si ritroverà un giorno non solo nell'Unione europea, ma anche "in comunione", aggiungendo che "ci saremo per i cittadini moldavi a prescindere da quanto sforzo dovremmo sostenere e da quanto durerà".[120]

Il 26 gennaio 2016, il Governo romeno ha offerto un prestito di 60 milioni di euro per aiutare ad allontanare il collasso economico. Per riscuotere il denaro, il Primo Ministro Dacian Cioloș ha detto che la Moldavia dovrà riformare il suo sistema giudiziario, combattere la corruzione, firmare una bozza di accordo per un prestito dal FMI e nominare un nuovo governatore della banca centrale.
- Secondo l'ambasciatore degli Stati Uniti a Chișinău, le proteste sottolineano la frustrazione di molti moldavi a causa della mancanza di riforme nel loro paese.[122] I diplomatici americani supportano i diritti dei cittadini delle proteste in maniera pacifica, chiedendo con urgenza al Governo moldavo di implementare velocemente le riforme necessarie, come sforzi per l'espansione della lotta alla corruzione.

#### Altri
- Secondo Stratfor, le proteste potrebbero minacciare la fragile stabilità del governo moldavo. Di conseguenza, il possibile indebolimento o collasso del governo moldavo "potrebbe rallentare l'integrazione europea della Moldavia".[123] Una simile analisi di Stratfor mostra che "i recenti cortei e la reazione positiva delle più alte cariche romene sono segni della crescente influenza romena in Moldavia".[124]
- / L'ex Presidente georgiano Mikheil Saakashvili, ora Governatore dell'Oblast' di Odessa, crede che le proteste tenutesi a Chișinău siano "un movimento anti-oligarchico che risponde alle aspirazioni ucraine".[125] "È risaputo che, negli ultimi anni, gli oligarchi moldavi abbiano incominciato a controllare tutto. Controllano tutti i corpi dello stato, molti del Parlamento e quasi interamente il premier. Quando l'ex primo ministro Chiril Gaburici ha provato a cambiare qualcosa, fu immediatamente messa sul tavolo una cartella di materiale compromettente. Questo è un tipico stile oligarca", ha concluso Saakashvili.[126] Allo stesso tempo, Saakashvili ritiene che "la gente sia scesa in strada per protestare contro gli oligarchi, ma non a favore della Russia. Penso che l'intera popolazione della Repubblica di Moldavia stia dalla parte dell'Europa, e che tra i giovani ci sia una maggioranza assoluta".[19]
- In un articolo pubblicato dall'agenzia di informazione RIA Novosti, il Presidente del Centro per l'Analisi Sistematica e Previsione a Mosca Rostislav Ishchenko, dice che gli eventi nella Repubblica di Moldavia ricordano lo "scenario arancione". Secondo l'autore, tutte le "rivoluzioni colorate" furono organizzate e guidate dagli Stati Uniti, e le ambasciate furono centri di coordinamento per i manifestanti, scenario anche "applicato" in Moldavia.[127] Inoltre, l'analista russo scrive che "i rumor che creano connessioni tra i manifestanti e l'UE, in particolare la Germania, paese dal quale sarebbe finanziato il movimento DJ, sono identiche a quelle che collegano le proteste di Kiev e i finanziatori in Germania".[128]